# 岡島常樹

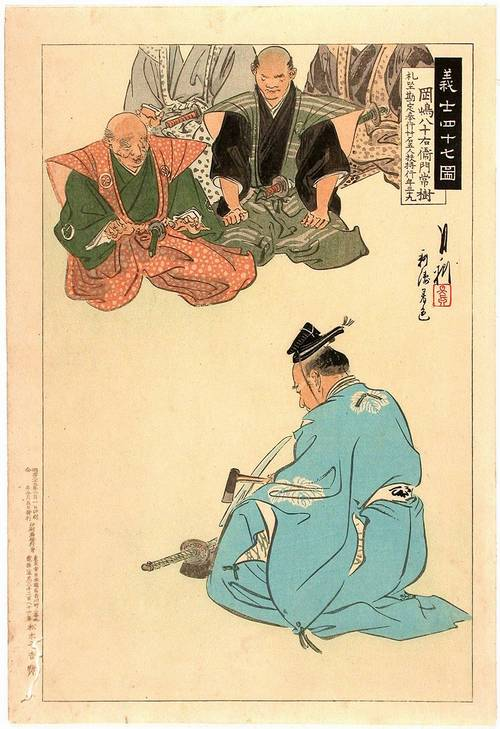
『義士四十七図　岡島八十右衛門常樹』（尾形月耕画）

岡島 常樹 （おかじま つねしげ、寛文6年（1666年） - 元禄16年2月4日（1703年3月20日））は、江戸時代前期の武士。赤穂浪士四十七士の一人。通称は八十右衛門（やそえもん）。

## 生涯
寛文6年（1666年）、元米沢藩士で加賀大聖寺藩前田家を浪人した原定辰の三男として誕生。母は小笠原家を浪人した和田将監の娘。長兄には原元辰がおり、常樹とは20歳近く年が離れていた。次兄には和田喜六（母の実家・和田氏を継ぐ）が居て討ち入りに反対する母を大坂に引き取っている。
元辰が播磨赤穂藩主浅野長矩に仕えた関係で、延宝3年（1675年）に浅野家臣・岡島善右衛門の婿養子に迎え入れられた。貞享3年（1686年）に養父の死去により岡島家の家督を相続。赤穂藩では札座奉行（20石5人扶持）として仕えた。元禄7年（1694年）の備中松山城受け取りには国家老・大石良雄の先陣に従軍した。受け取りの様子で大石については「あれが赤穂の家老ぞと云ひて女共まで嘲笑す」と悪口が記されているが、岡島の記述はない。
元禄14年（1701年）3月14日に江戸城で主君浅野長矩が吉良義央に刃傷に及んだ際には常樹は赤穂にあった。その後、大石の指示のもと札座奉行として藩札交換を担当し（額面の六割）、遺漏なくこの任を全うした。ただし大石は、備前商人の持つ藩札に対しては暴力に訴えて踏み倒している。
また大石へ神文血判書も提出している。その後、大石とともに城明け渡しの任にあたり、常樹は広間を担当した。
開城後は家族（藤松・五之助・園）を赤穂城外の中村に移し、自身は京都で暮らし、大石のいる山科へ赴いて再度誓約書を提出した。8月頃から病にかかり、しばらく寝込んで同志との連絡が途切れた。元禄15年（1702年）5月に江戸へ下向するはずであったが、相変わらず病で動けなかったため、神崎則休にかわりに江戸下向してもらっている。このため、岡島の真意が疑われた時期があった（岡島の母・妻・次兄・甥がみな討ち入りに反対している）。
10月にようやく長兄・原元辰とともに江戸へ下向し、新麹町四丁目の中村正辰宅に入り、群武八郎と変名した。赤穂事件で討ち入りの際には表門隊に属した。武林隆重が吉良義央を斬殺し、一同がその首をあげたあとは長門長府藩毛利家にお預かりとなり、同家家臣榊庄右衛門の介錯で切腹した。享年38。主君浅野長矩と同じ江戸の高輪泉岳寺に葬られた。法名は刃袖払剣信士。

## 伝承・巷説
- 常樹による山賊退治の武勇伝が伝承として赤穂に残っている[4]。
- 大野知房は、常樹が差配する役人が赤穂藩の改易にまぎれて、金を横領して逃亡した事をとらえて、常樹もその一味だろうなどと主張した。憤慨した常樹が大野邸へ赴いたが、大野はこれに会わずに、4月12日には赤穂から逃亡したともされている。創作で一連の描写が採用される場合が多いが、どこまでが真実かは不明。
- 講談では、大野邸に置き去りにされた幼女と乳母を父親・知房の代わりに常樹が斬り殺そうとする[5]。岡島の下僕だった直助がこれを制止、激怒した常樹の不興をかって解雇され、のちに直助は刀鍛冶の名匠になる設定がされている。
- 岡島配下の役人が藩金を横領し、長矩切腹を知って城から金を持ち逃げする話を、星新一が時代小説の題材に採用している[6]。

## 子孫・親族
- 男子二人は出家して僧となっている（長男の岡島藤松はのちに鎌倉延明寺住職、次男岡島五之助は江戸長昌寺住職となる）。このため、岡島家は断絶した。しかし、自身は子孫だと自称している者がいる。
- 娘・園は安芸広島藩士の堀尾恒年の妻に迎えられたが、やがて離縁で浅野本家を去る。のち播磨龍野藩士田中九郎兵衛と再婚とも。
- 母（和田帯刀娘）は、討ち入りに反対する和田喜六（岡島の実兄。母の実家・和田氏を継ぐ）を頼り、岡島や原元辰のもとを去っている。
- 妻も討ち入りに反対し、岡島とは離縁した。元文2年（1737年）9月3日に64歳で没した。法華に帰依しており泉岳寺とも絶縁となっている。
- 常樹生誕の寛文6年（1666年）には、父・定辰はすでに浪人であり、兄・元辰と異なり、前田家や上杉家中の原一族と交際した記録は見られない。赤穂事件により罪が及ぶ連座を避けるため、上杉家に残る原一族を義絶した記述もない。常樹の従兄弟の子孫が米沢藩原氏（中士・100石など）として続いている[7]。